# Velaine-en-Haye
Velaine-en-Haye foi uma antiga comuna francesa na região administrativa de Grande Leste, no departamento de Meurthe-et-Moselle. Estendia-se por uma área de 17,87 km². Em 2010 a comuna tinha 2 379 habitantes (densidade: 133,1 hab./km²).
Em 1 de janeiro de 2017, ela foi inserida no território da nova comuna de Bois-de-Haye.